# 恐怖遊戲
恐怖遊戲（或稱驚悚遊戲）是以驚嚇、恐怖為主題的电子游戏，是大約在二十世紀末開始流行的電子遊戲類型。雖然此類型遊戲有時候有打鬥情節，但玩家們感覺到恐怖遊戲中玩家所遊玩的角色因為較少的的彈藥及生命值、較慢的移動速度、較小的視野或其他限制而相較於其他類型遊戲來的弱。玩家也會需要找到特定的物品來解鎖新地區，以及在特定的地方解謎。此類型的遊戲類似恐怖小說与恐怖電影，有着可怕的故事情節、怪異的角色造型，配上懸疑音樂，使玩家感到恐懼，以達到娛樂的效果。玩家們常常需要逃離類似迷宮的黑暗環境，和面對敵人或怪物的突發攻擊。

## 歷史
在非常早期時，1990年代以前，人們對於恐怖故事口味還很淡，只要遊戲和圖畫能盡可能表現出恐怖與血腥，就足以成為能賣的恐怖遊戲，特別是好萊塢恐怖電影的改編遊戲。
雅達利于1982發行的Haunted house（鬼屋也譯鬧鬼小屋），是目前已知最早的帶有恐怖元素的遊戲。日本早期在還沒有3D技術與引擎的時代，曾嘗試製作過恐怖遊戲。其中最早的知名恐怖遊戲為卡普空所作的《甜蜜之家》，遊戲方式為RPG。後來推出的《弟切草》採取類似電子小說的形式。
後來美國廠商Infogrames於1992年在DOS上做出第一款半3D的恐怖遊戲《鬼屋魔影》，遊戲中的主角需要獨自對抗大群的怪物，且該遊戲運用了傳統冒險遊戲的破關機制，像是解謎和尋找通往下一地圖的鑰匙等。視覺上，《鬼屋魔影》運用了靜態預渲染（Prerender）的視角，和電影類似。雖然玩家可以像在動作遊戲裡一樣和怪物戰鬥，但玩家們也可以選擇阻擋怪物或逃離。 許多怪物無法被擊敗，也就是說只能選擇以上的方法來破關。 該遊戲也使用了紙條和書本來傳達遊戲中的資訊。該遊戲的許多元素皆被後續的恐怖遊戲所使用，因此該遊戲被譽為是化恐怖遊戲不可能為可能的一個里程碑，更被譽為是恐怖遊戲之父。
基於恐怖遊戲的特性，3D冒險相較於其他型式的恐怖遊戲在某些方面更能發揮氣氛，風行世界的恐怖遊戲《惡靈古堡》，就是由較精良的3D型式所呈現。自此恐怖遊戲才真正成為一個普遍所知的電子遊戲類型。
現今日本恐怖遊戲略為式微，遠不如PlayStation 2時代，甚至部分玩家認為從《惡靈古堡4》開始的惡靈古堡遊戲就不能算是恐怖遊戲；瑞典、英國、芬蘭等歐洲國家方面則是陸續有廣受好評的恐怖遊戲出現，例如由瑞典獨立製作團隊Frictional Games所開發的失憶症系列及《SOMA》、英國Supermassive Games開發的《直到黎明》及Creative Assembly開發的《異形：孤立》、芬蘭綠美迪娛樂開發的《心靈殺手》及Shiver Games開發的盧修斯(Lucius)系列。

### 衍生分類
- 心理恐怖

例如 零、寒蟬鳴泣之時、心靈殺手、愛麗絲驚魂記、直到黎明、心跳文學部、返校等
- 突發驚嚇

例如 鬼屋魔影、屍體派對、死亡之屋、玩具熊的五夜後宮、還願等
- 恐怖生存

例如 Sweet Home 甜蜜之家、時鐘塔、死魂曲、生化危機、絕命異次元、惡靈勢力、消逝的光芒等
故此，遊戲隨時間發展逐漸衍生多種不同形式的製作方向，衍生出不同種類的恐怖遊戲。

## 著名恐怖遊戲列表
- haunted house 鬧鬼小屋（英语：Haunted House (video game)）
  - （1982年起，雅達利2600冒險游戏）
- Sweet Home 甜蜜之家
  - （1989年，FC，RPG）
- 鬼屋魔影系列
  - （1992年起，PC、DC、PS2、GBC、XBOX360）
- 時鐘塔系列
  - （SFC、PC、PS、PS2）
- 屍體派對 系列
  - （PC-98、PC、ios 、Android、PSP、PSV、3DS、NS 等平台，RPG【1996原作初代版由RPG製作大師製作】）
- 寒蟬鳴泣之時系列
  - （PC、PS2、PSV、3DS、NS 等平台）
- 死亡之屋系列（英语：the house of the dead）
  - （街機、PC、SS、DC、XBOX、Wii、PS3）
- 惡靈古堡系列
  - （PS、PC、SS、DC、N64、NGC、Wii、PS2、XBOX360、PS3、3DS、WiiU、PS4）
- 寄生前夜系列 
  - （PS、PSP、PS3）
- 零系列
  - （PS2、XBOX、Wii、3DS、WiiU）
- 沉默之丘系列
  - （PS、PS2、XBOX、PC、PSP、PS3、XBOX360、Wii、PSV）
- 死魂曲系列
  - （PS2、PS3）
- 絕命異次元系列
  - （PC、PS3、XBOX360）
- 失憶症：黑暗後裔、失憶症：豬群機器（英语：Amnesia: A Machine for Pigs）、失憶症：重生、失憶症：地堡
  - （Windows、Mac OS X、Linux）
- 惡靈勢力、惡靈勢力2
  - （2008年、2009年，Windows、Mac OS X、Linux）
- 心靈殺手
  - （2010年，XBOX360、Windows）
- 愛麗絲驚魂記、愛麗絲驚魂記：瘋狂再臨
  - （2010年、2011年，XBOX360、PS3、Microsoft Windows）
- Slender: The Eight Pages（英语：Slender: The Eight Pages）、瘦長鬼影：降臨
  - （2012年、2013年，OS X、Windows、PS4、Xbox one、PS3、XBOX360、Wii）
- 恐懼之泣
  - （2012年首次發行，Microsoft Windows）
- 絕命精神病院、絕命精神病院2
  - （2013年、2017年，PC、PS4、Xbox One、任天堂Switch）
- 異形：孤立
  - （2014年，PS4、Xbox one、Windows）
- 邪靈入侵、邪靈入侵2
  - （2014年、2017年，PS3、PS4、XBOX360、Xbox one、Windows）
- 玩具熊的五夜後宮系列
  - （2014年起首作，Steam、Windows、Linux、OS X、Android、iOS、Windows Phone）
- 消逝的光芒
  - （2015年，PS4、Xbox one、Microsoft Windows）
- 直到黎明
  - （2015年，PS4、Xbox one）
- SOMA
  - （2015年，Windows、PS4）
- 返校
  - （2017年，Windows、任天堂Switch）
- 心跳文學部
  - （2017年、2021年，PC、任天堂Switch、PS4、PS5、Xbox One、Xbox Series X/S）
- 還願
  - （2019年，Windows）

## 參看
- 電子遊戲類型
- 恐怖電影
- 恐怖小說